# Rahul Bose

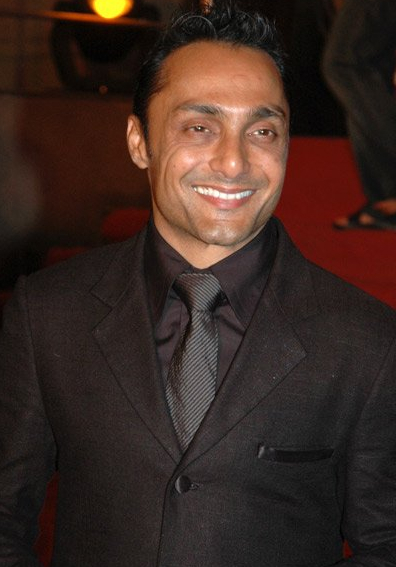
Rahul Bose in Mumbai, 2008

Rahul Bose (* 27. Juli 1967 in Kolkata) ist ein indischer Filmschauspieler, Autor und Regisseur.

## Leben und Wirken
Rahul ist der Sohn von Rupen und Kumud Bose. Seine ältere Schwester Anuradha ist mit Tarique Ansari, dem Besitzer der Mid-Day Multimedia Ltd., einem vielschichtigen Medienunternehmen in Mumbai, verheiratet. Nach seiner Kindheit in Kolkata zog die Familie nach Mumbai. Dort zeigte er sich das erste Mal dem Publikum bei der Aufführung von Tom, The Piper's Son. Er war gerade sechs Jahre alt.
Seine Mutter brachte ihm das Boxen und seine Passion Rugby näher. Er spielt auch heute noch bei internationalen Turnieren des Nationalen Orange India Rugby Teams mit. Während seiner Zeit am College war außer Boxen und Rugby das Theater seine Leidenschaft. Er ist Absolvent der Cathedral and John Connon School in Mumbai und hat einen Abschluss des Sydenham College.
Nach seinem Filmdebüt in English, August gab er seine gut dotierte Stellung als Werbefachmann bei „Rediffusion“ auf und startete seine Filmschauspielkarriere.
Bekannt ist Rahul Bose auch wegen seines sozialen Engagements und wegen seiner Überzeugung, beispielsweise nie nochmals den gleichen Filmstoff zu spielen, oder einen rein kommerziellen Film zu drehen. Er steht fernab von dem herkömmlichen Bollywood-Kino und bevorzugt Arthouse-Produktionen.
Im Mai 2005 fand in Genf eine Retrospektive für sein Schaffen statt. Kofi Annan lobte seinen Film Mr. and Mrs. Iyer (Regie: Aparna Sen).

## Filmografie
- 1994: English, August
- 1995: A Mouthful of Sky (Fernsehserie)
- 1998: Bombay Boys
- 1999: Split Wide Open
- 1999: Thakshak
- 2001: Everybody Says I’m Fine! (Schauspieler, Autor und Regisseur)
- 2002: Mr. and Mrs. Iyer
- 2003: Jhankaar Beats
- 2003: Mumbai Matinee
- 2003: Ek Din 24 Ghante
- 2004: Chameli
- 2004: White Noise
- 2005: Silsiilay
- 2005: Kalpurush
- 2005: 15 Park Avenue
- 2006: The Whisperers
- 2006: Anuranan
- 2006: Pyaar Ke Side Effects
- 2007: Chain Kulii Ki Main Kulii
- 2007: Before the Rains
- 2008: Shaurya
- 2008: Tahaan
- 2009: Antaheen
- 2010: The Japanese Wife
- 2010: Mumbai Chakachak
- 2010: I Am

## Auszeichnungen
- Mahesh Bhatt Spokesperson Award 2005
- The Mani Kaul Award 2004 (Everybody Says I´m Fine!)
- Best Asian Actor Award Film Festival Singapure 2000 (Split Wide Open)